# Шульга Максим Іванович
Максим Іванович Шульга (7 жовтня 1993 — 14 червня 2022) — український офіцер, майор Збройних сил України, учасник російсько-української війни. Лицар ордена Богдана Хмельницького III ступеня, та Ордена за мужність III ступеня (посмертно).

## Життєпис

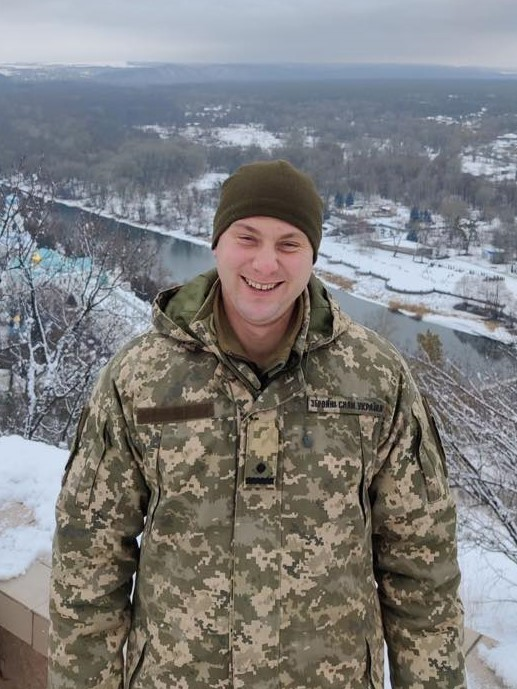
Максим Шульга в Святогірській лаврі.

Максим Шульга народився 7 жовтня 1993 року у Новгороді-Сіверському. У 2008 році вступив у Чернігівський ліцей з посиленою військово-фізичною підготовкою, після якого у 2010 року служив у Національний техничний університет Харківський політехничний інст де був наймолодшим курсантом. Двічі брав участь у Міжнародному конкурсі української мови імені Петра Яцика, де у 2011 році отримав третє місце, а у 2012 - за перше. Максим закінчив університет з червоним дипломом і золотою медаллю. З 2015 року брав участь у Війні на сході України.
З початком повномасштабного вторгнення Шульга продовжив участь у складі 32-го реактивного артилерійського полку на посаді начальника служби радіаційного, хімічного, біологічного захисту. Завдяки вмілому управлінню командира полку полковника Володимира Могильного й майора Шульги у перші дні війни, полк вийшов з оперативного оточення практично без втрат.
Увечері 14 червня 2022-го загинув під час масованого ракетного обстрілу.
19 червня 2022 року в місті Новгород-Сіверський відбулося прощання та поховання. Похованно Максима Шульгу на центральному міському кладовищі по вул. Івана Богуна.
9 травня 2023 року рішенням Новгород-Сіверської міської ради вулицю Суворова було перейменовано на честь Максима Шульги.

## Сім'я
Без Максима лишились батьки та дружина.

## Нагороди та вшанування
Був нагороджений грамотами, відзнакою командувача об’єднаних сил «За звитягу та вірність», нагрудним знаком «За досягнення у військовій службі» ІІ ступеня, медалями «10 років сумлінної служби», «Захисник України», орденом «За захист Батьківщини», годинником від Міністрства оборони України.
- указом Президента України №284/2022 від 28 квітня 2022 року «за особисту мужність і самовіддані дії, виявлені у захисті державного суверенітету та територіальної цілісності України, зразкового виконання військового обов'язку» — нагороджений орденом Богдана Хмельницького III ступеня[6].
- указом Президента України №647/2022  від 28 квітня 2022 року «за особисту мужність і самовіддані дії, виявлені у захисті державного суверенітету та територіальної цілісності України, зразкового виконання військового обов'язку» — нагороджений орденом «За мужність» III ступеня (посмертно)[7].